# نیوتن بای د سی
نیوتن بای د سی (به انگلیسی: Newton-by-the-Sea) یک روستا و محله مدنی در بریتانیا است که در نورث‌آمبرلند واقع شده‌است. نیوتن بای د سی ۲۱۲ نفر جمعیت دارد.